# Cygnus CRS OA-5
Cygnus CRS OA-5 även känd som Orbital Sciences CRS Flight 5, var en flygningen av en av företaget Orbital ATKs Cygnus rymdfarkoster till Internationella rymdstationen för att leverera förnödenheter, syre, vatten. Farkosten är uppkallad efter den avlidne amerikanske astronauten Alan G. Poindexter. 
Farkosten sköts upp den 17 oktober 2016 och dockades med rymdstationen med hjälp av Canadarm2, den 23 oktober 2016. Farkosten lämnade rymdstationen den 21 november 2016.
Uppskjutningen gjordes med en ny version av företagets Antaresraket, kallad 230.
Några timmar efter farkosten lämnat rymdstationen genomfördes experimentet Saffire-II. Efter att farkostens omloppsbana höjts till 500 km, avfyrades ett antal CubeSat satelliter från farkosten.
Farkosten brann planenligt upp i jordens atmosfär den 28 november 2016.

### Fotnoter
1. ↑  ”NASA Space Science Data Coordinated Archive” (på engelska). NASA. https://nssdc.gsfc.nasa.gov/nmc/spacecraft/display.action?id=2016-062A. Läst 24 mars 2020.
2. 1 2  ”Orbital ATK” (på engelska). Orbital ATK. http://www.orbitalatk.com/news-room/feature-stories/OA5-Mission-Page/default.aspx?prid=180. Läst 28 december 2016.
3. 1 2 3 4 5 6  Manned Astronautics - Figures & Facts Arkiverad 29 december 2016 hämtat från the Wayback Machine., läst 28 december 2016.
4. ↑  ”Orbital ATK” (på engelska). Orbital ATK. https://www.orbitalatk.com/news-room/feature-stories/OA5-Mission-Page/Documents/OA-5.pdf. Läst 28 december 2016.